# Maître de la Fédération internationale des échecs
Le qualificatif de maître de la Fédération internationale des échecs (plus couramment abrégé en maître FIDE) est un titre octroyé par la Fédération internationale des échecs à tout joueur qui dépasse un classement Elo de 2300 points et qui en fait la demande.
Il est également possible d'obtenir ce titre avec un score de 66,66 % sur neuf parties à une Olympiade d'échecs ou par une première place au championnat du monde de la jeunesse, dans les catégories -10 ans, -12 ans, -14 ans ou -16 ans. Il existe aussi un titre de maître FIDE féminin, octroyé à toute femme qui atteint 2100 Elo. Sur la plupart des listes de joueurs dont celle de la FIDE et d'organisateurs de tournois, la mention « f » (maître FIDE) ou « wf » (maître FIDE féminin) figure respectivement en regard du nom du joueur ou de la joueuse.
En août 2018, il y a dans le monde environ 7 800 maîtres FIDE et 1 650 maîtres FIDE féminins actifs.

## Domaine du problème d'échecs
La FIDE décerne également, sur proposition de la Commission permanente pour la composition échiquéenne, des titres de maître FIDE dans le domaine du problème d'échecs :
- maître FIDE pour la composition échiquéenne
- maître FIDE de résolution de problèmes d'échecs.